# Adelheidstraße 15 (Quedlinburg)

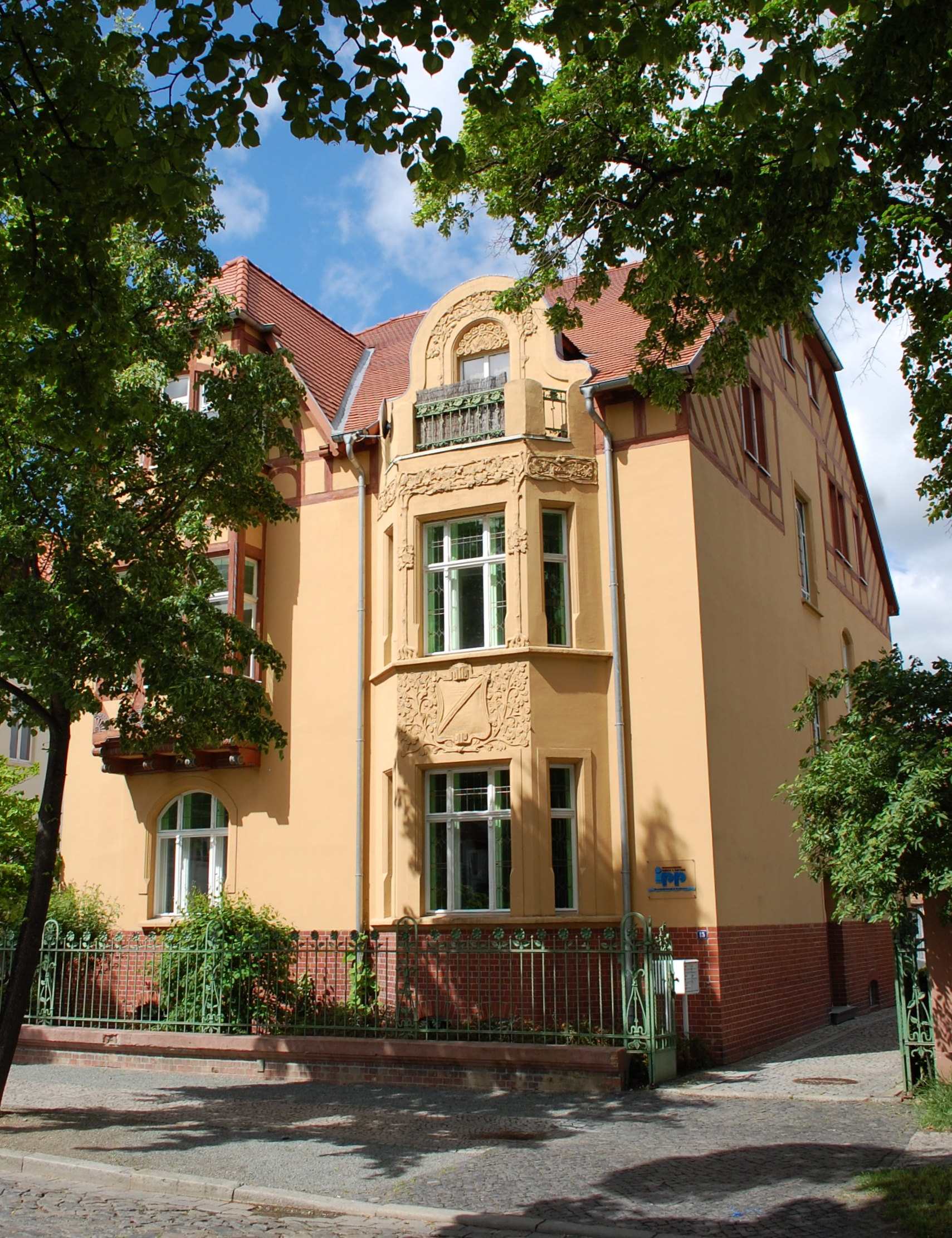
Adelheidstraße 15

Das Haus Adelheidstraße 15 ist eine denkmalgeschützte Villa in der Stadt Quedlinburg in Sachsen-Anhalt.

## Architektur und Geschichte
Die verputzte Villa wurde 1905 nach Plänen von C. Lorenz für den Tischlermeister Wilhelm Raabe als nördlichste Bebauung der Adelheidstraße errichtet. Zur Straße hin befindet sich an der südlichen Haushälfte ein historistischer Erker in Fachwerkbauweise. Nördlich hiervon wurde ein Standerker an die straßenseitige Fassade angefügt. Er ist in Formen des Jugendstils mit floralen Elementen verziert.
Zum Ensemble gehört der kleine Vorgarten mit seiner schmiedeeisernen Einfassung.